# 清靜小林介
清靜小林介（学名：Hsiaolina chingchingella）为真花介科小林介屬下的一个种。